# Historique du conseil général d'Ille-et-Vilaine
Cet article retrace l’Historique du conseil général d'Ille-et-Vilaine

## De 2008 à 2011
À la suite de l’élection partielle des 7 et 14 juin 2009 à Redon, Jean-François Guérin (PS) remplace Dominique Julaud (DVD).

## Cartes

cantonales de 1988
cantonales de 2008
élection partielle à Redon de 2009
cantonales de 2011